# Michel Mourre
 (mars 2014).
Si vous disposez d'ouvrages ou d'articles de référence ou si vous connaissez des sites web de qualité traitant du thème abordé ici, merci de compléter l'article en donnant les références utiles à sa vérifiabilité et en les liant à la section « Notes et références ».
Pour les articles homonymes, voir Mourre (homonymie).
Michel Mourre, né à Eaubonne (Val d'Oise) le 11 juin 1928 et mort à Fontenay-lès-Briis le 6 août 1977 est un historien et philosophe français.

## Biographie
Michel Mourre, né à Eaubonneest un autodidacte solitaire, très érudit et exigeant, qui s'est entièrement consacré à l'histoire. Fils unique d'un architecte, élevé dans une famille athée depuis plusieurs générations, il perd sa mère au début de la guerre puis son père le délaisse lors de l'exode . Après l'école communale, il entre au lycée Janson-de-Sailly où il a Paul Guth parmi ses professeurs. À la Libération, il milite au Parti républicain de la liberté (PRL), ce qui lui vaut  d'être exclu du lycée. Seul à Paris, il doit travailler pour vivre et commence à étudier la pensée de Nietzsche, Barrès, Bernanos et Maurras qui lui fait rencontrer la foi catholique.

En 1949, après un an de service militaire en Allemagne, il connaît une expérience décevante chez les Dominicains de Saint-Maximin, en Provence, puis se retrouve plongé dans le milieu  lettriste de Saint-Germain-des-Prés où, le 9 avril 1950, après avoir participé le 15 mars, sous le pseudonyme de Jacques Pathy, au " Grand Meeting des Ratés " en compagnie de Serge Berna, Jean-Louis Brau, Gil Joseph Wolman, il se trouve impliqué dans l'épisode du scandale de Notre-Dame : quatre jeunes lettristes, Serge Berna, Ghislain Desnoyers de Marbaix, Jean Rullier et Mourre, entourés de quelques comparses, se rendent dans la cathédrale Notre-Dame de Paris pendant la messe de Pâques où Mourre, déguisé en moine, monte en chaire et prononce face aux fidèles un discours iconoclaste et blasphématoire, rédigé par Serge Berna et rendu fameux par les formules chocs suivantes : 

« Dieu est mort […] pour qu’enfin vive l’Homme. »

Les quatre jeunes gens sont ensuite arrêtés et l'événement provoque un tel scandale dans la presse nationale et internationale et les milieux intellectuels qu'il amène Mourre à publier en 1951 une autobiographie intitulée Malgré le blasphème où il évoque les débats intellectuels, politiques et religieux d'une partie de sa génération. Après cette repentance, il entame une collaboration régulière pour Aspects de la France, journal de l'Action française avant de se spécialiser dans des ouvrages historique, publiant notamment Lamennais, Le Monde à la mort de Socrate, Le Monde à la mort du Christ, Religions et philosophies d'Asie et L’Histoire vivante des moines. 
Il entreprend ensuite son œuvre encyclopédique, le Dictionnaire d'histoire universelle, publié en huit volumes entre 1978 et 1982. Depuis, son nom est associé à ce dictionnaire, parfois nommé Encyclopédie Mourre (ou, familièrement, Le Mourre), qui fait l’objet de fréquentes rééditions actualisées par les éditions Bordas.
L’Académie française lui décerne le prix Max-Barthou en 1962 pour l'ensemble de son œuvre.

## Publications

### Ouvrages
- Malgré le blasphème, éd. René Julliard Paris, 1951
- Charles Maurras, préface d'Henry Bordeaux et Pierre Dominique, Presses universitaires[6], « Classiques du XXe siècle », Paris, 1953
- Lamennais ou l'hérésie des temps modernes, éd. Amiot-Dumont, Paris, 1955
- Le Monde à la mort de Socrate, présentation de Robert Flacelière, éd. Club des amis du livre, Paris, 1961
- Les Religions et les philosophies d'Asie, Éditions de la Table ronde, Paris, 1961
- Le Monde à la naissance du Christ, présentation de Pierre Grimal, Hachette et Club des amis du livre, Paris, 1962
- Histoire vivante des moines. Des Pères du désert à Cluny, Éditions du Centurion, Paris, 1965
- Dictionnaire d'Histoire universelle, 2 vol., Éditions universitaires, Paris, 1968
- Vingt-cinq ans d'histoire universelle (1945-1969), Éditions universitaires, Paris, 1971
- Dictionnaire encyclopédique d'histoire, 8 vol., nouvelle édition du Dictionnaire d'histoire universelle, Bordas / Jean-Pierre Delarge, Paris, 1978-1982 (plusieurs rééditions)
- Le Petit Mourre. Dictionnaire de l'Histoire, sélection des articles, rédaction, actualisations jusqu'au 1er janvier 1990, par Philippe Doray, Bordas, Paris, 1993 Titre actuel du Dictionnaire encyclopédique d'histoire, augmenté par divers auteurs dont Maurice Meuleau ; dernière rééd. 2008.

Michel Mourre a également contribué au Dictionnaire des œuvres, de tous les temps et de tous les pays, au Dictionnaire des auteurs au Dictionnaire des personnages, parus chez Robert Laffont, respectivement en 1955, 1958 et 1960 ainsi qu'à l'édition française de l'ouvrage collectif sur Le Socialisme : de la lutte des classes à l'État socialiste, Paris, Librairie universelle, 1975.

### Comme éditeur
- Henri Massis, Barrès et nous, suivi d'une correspondance inédite entre Maurice Barrès et Henri Massis, Plon, Paris, 1962
- Pierre de Boisdeffre (dir.), Gaston Bouthoul, Joseph Comblin, Didier-Jacques Duché et al., Dictionnaire des idées contemporaines, Éditions universitaires, Paris, 1964